# گی پاتن
گی پاتن (به فرانسوی: Guy Patin) پزشک و ادبیات‌شناس قرن هفدهم میلادی اهل فرانسه است.